# 1519
- Wikisource

| Calendário gregoriano                                                        | 1519 MDXIX                                           |
| Ab urbe condita                                                              | 2272                                                 |
| Calendário arménio                                                           | 968 – 969                                            |
| Calendário bahá'í                                                            | -325 – -324                                          |
| Calendário budista                                                           | 2063                                                 |
| Calendário chinês                                                            | 4215 – 4216 Início a 31 de janeiro (aproximadamente) |
| Calendário copta                                                             | 1235 – 1236                                          |
| Calendário etíope                                                            | 1511 – 1512                                          |
| Calendários hindus - Vikram Samvat - Calendário nacional indiano - Cáli Iuga | 1574 – 1575 1440 – 1441 4619 – 4620                  |
| Calendário Holoceno                                                          | 11519                                                |
| Calendário islâmico                                                          | 925 – 926                                            |
| Calendário judaico                                                           | 5279 – 5280                                          |
| Calendário persa                                                             | 897 – 898                                            |
| Calendário rúnico                                                            | 1769                                                 |
| Calendário solar tailandês                                                   | 2062                                                 |

1519 (MDXIX, na numeração romana) foi um ano comum do século XVI do Calendário Juliano, da Era de Cristo, a sua letra dominical foi B (52 semanas), teve início a um sábado e terminou também a um sábado.
| Ano completo                   |
| ------------------------------ |
| Ano comum com início ao sábado |

## Eventos
- 14 de março - Ocorre a Batalha de Centla durante a conquista do México pelos espanhóis.[1]
- 20 de setembro - Fernão de Magalhães inicia, a partir da Espanha, aquela que seria a primeira viagem de circunavegação do mundo.
- 15 de novembro - D. Manuel I concede foral a Antuã (hoje Estarreja).
- Criação da capelania de São Jorge.
- Criação de uma capelania em São Roque do Faial.
- Hernán Cortez chega a capital do Império Asteca Tenochtitlan com apenas 500 homens, mais cavalos e armas de fogo.
- Criação do Município de Sobral de Monte Agraço.

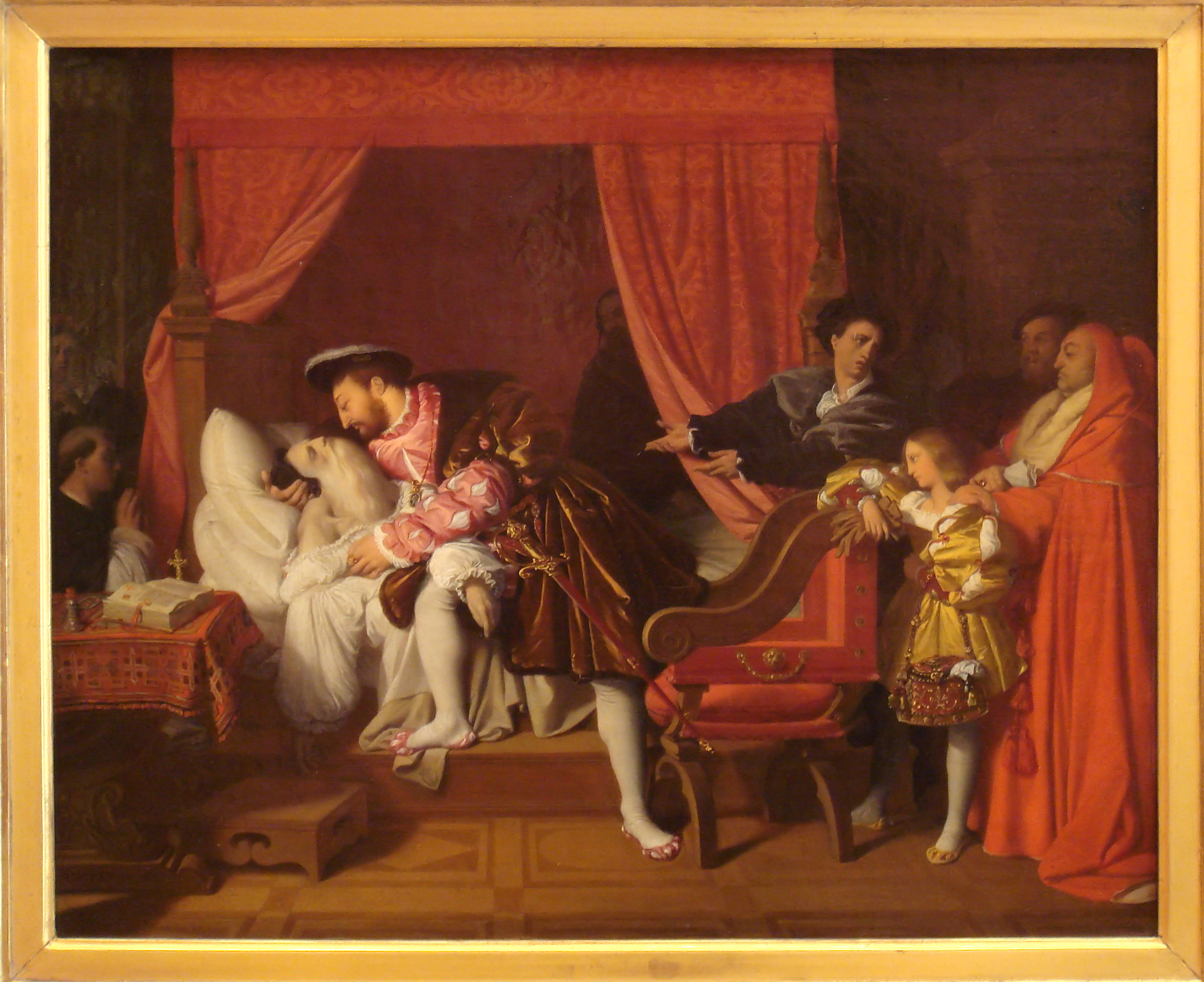
Francisco I de França acompanha o último suspiro de Leonard de Vinci. Pintura de Ingres.

## Nascimentos
- 16 de Fevereiro - Gaspar II de Coligny, almirante francês e líder huguenote (m. 1572).
- 31 de Março - Henrique II de França (m. 1559).
- 13 de Abril - Catarina de Médici, rainha consorte de França.
- 20 de Julho - Papa Inocêncio IX (m. 1591).

## Mortes
- 21 de Janeiro - Vasco Núñez de Balboa, julgado como traidor, rebelde e autor de abusos contra os índios, sendo decapitado em Acla no Panamá (n. 1475).
- 2 de Maio - Leonardo da Vinci (n. 1452).
- 27 de Julho - Cenóbio Acciaiuoli foi um dominicano e humanista italiano, n. 1461.

## Por tema
- 1519 na arte
- 1519 no Brasil